# Меки чир
Меки чир познат и као меки шанкр, шанкроид (лат. ulcus molle),) бактеријска је инфекција, која се манифестује болним раницама - чиревима или улкусима на гениталијама. Спада у групу полно преносивих болести, јер се шири са једне особе на другу примарном сексуалним контактактом. Болест се може пренети и несексуалним контактом са особе која има отворене ране,  ако се течност налик гноју из раница пренесе са особе на особу другим физичким контактом.
Узрочник меког чира је хемофилус дукреи (лат. Haemophilus ducreyi), грам-негативни, анаеробни кокобацил, кога карактеришу јако сложени  услови  раста. Он узрокује избочине на полном уду које могу бити нежне (када се додирну) и пуне  гноја, које када се отворе оне могу постати ране. Прати их отицање лимфних чворова, или малих жлезда, у препонама.
Иако се меки шанкр лако лечи, такође се врло лако и шири.
Пронађено је да је шанцроид кофактор преношења ХИВ-а, а такође је пријављена и велика инциденца инфекције ХИВ-ом међу пацијентима са меким чиром у САД и другим земљама. Око 10% пацијената са меким чиром може бити истовремено инфицирано са Трепонемом палидум и херпес симплекс вирусом.

## Историја
Бактерија је први идентификовао Auguste Ducrey 1889. године након аутоинокулације на подлактице пацијената гнојним материјалом добијеним директно из ранице меког чира на полном органу. Ове студије обезбедила је основу за диференцијацију меког чир од тврдог чира код сифилиса, барем у етиологије, као аутоиноцулатионог облика који накнадно доводи до стварања чира.

## Епидемиологија
Морбидитет на глобалном нивоу
Глобална учесталост гениталних улкуса је више од 20 милиона случајева годишње. Већина ових случајева изазвана је сифилисом и вирусом херпеса.
Године 1997. годишњи глобална учесталост меког чир према подацима Светске здравствене организација (СЗО) и Заједничког програм Уједињених нација за ХИВ и АИДС (УНАИДС), била је око 6 милиона случајева.
Меки чир је чешћи у мање развијеним подручјима, подручјима која су такође значајан по већој распрострањености ХИВ-а (> 8%).
Меки чир је такође чешћи код особа коинфицираних сифилисом или херпес симплек вирус, како унутар Сједињених Америчких Држава (око 10% пацијената), тако у великој мери, изван Сједињених Америчких Држава.
Други фактори ризика су низак ниво здравственог и општег образовања становништва, ризично сексуално понашање, присуство других полно преносивих болести, виша старосна структура и мушка хомосексуалност.
У неким студијама утврђена је мања учесталост болести код обрезаних мушкараца, али због мањкавости појединих истраживања резултати се не могу сматрати поузданим, и као такви прихватљиви.
Треба имати у виду и чињеницу да се крива учесталост меког чир, и других бактеријских полно преносивих болести, последњих деценија 21. века померила од бактеријских инфекција, према инфекцијама вирусне етиологије, као што је херпес симплекс вирус и ХИВ.
Морталитет / Морбидитет
Ако се меки чир јдијагностикује и лечи рано, може се успешно и брзо излечити. Тежи облици са појавом промена у препонска ком лимфним жлездама, могу изазвати стварање апсцеса након чије дренаже остају трајни ожиљци. Отворене ране су такође улазна врата за секундарне инфекције, јер олакшавају пренос ХИВ-а. Имунодефицијнтни пацијенатима попут оних накнадно инфицираних ХИВ-ом, имају ниже стопу имунитета и више су склони озбиљним компликацијама.
Полне разлике
Мушко : женаки однос код меког чира је између 3 и 25 (што зависи од географског региона који су проучавани). Иако мушкарци чешће обољевају, проститутке су у многом деловима света уточиште болести.
Старост
Просечна старост пацијената који оболевају од меког чира је 30 година.

## Етиопатогенеза
Хемофилус дукреи је строго људски патоген, без идентификованог резервоара инфекције, који и углавном делује екстрацелуларно (изван ћелије).
Изазивач меког чира, бацил хемофилус дукреи (Haemophilus ducreyi) улази у кожу кроз оштећења на епителу пениса, након мањих траума, као што су оне које настају током сексуалног односа. Када бактерија доспе у кожни покривач, она покреће реакцију бројних инфламаторних ћелија у инокулираној области, укључујући; полиморфонуклеаре неутрофиле (ПМН), макрофаге, дендритске ћелије, и CD4 и CD8 ћелија.
Бацил такође индукује и секрецију интерлеукина 6 (IL-6) и интерлеукин 8 (IL-8) из ћелија епидермиса и дермиса (кератиноцита фибробласта, ендотелијалних ћелија, и меланоцита). IL-8, заузврат, изазива полиморфонуклеаре неутрофиле и макрофаге да формирају апсцес, који се клинички манифестују као интрадермалне пустуле. Истовремено, IL-6 стимулише и активност CD4 ћелија у нападнутом подручју покретањем механизма регулације Т-ћелија интерлеукином 2 (IL-2) у рецепторима.
Формирање карактеристичних раница у меком чиру олакшано је и токсином (енгл. cytolethal distending toxin)  који производи Хемофилус дукреи . Овај токсин изазива апоптозу и некрозу људских ћелија (мијелоидних и епителних ћелија, кератиноцита и примарних фибробласта). Клинички овај процес манифестације се успореним лечењем, Хемофилус дукреи, јер бацил тиме постиче способност да избегне фагоцитозу.
Бубуљице и улцерације на кожи не манифестују се код свих заражених болесника. Међутим, у случајевима када се оне не развију, описан је код таквих особа развој изузетно јаког инфламаторног одговора, који укључујући неколико проинфламаторних молекула, нпр. интерлеукина 1-бета, на локалном нивоу.
Из непознатих разлога, макрофаги накупљени у меком чиру имају развијеније CCR5 и CXCR4 хемокин рецепторе, који погодују хуманој имунодефицијенцији (ХИВ) да лакше уђе у организам, у поређењу са ћелијама ван региона инфекције. Пренос ХИВ такође олакшава и сам Хемофилус дукреи стварањем карактеристичних улцерација и нарушавањем интактности и заштитне функције епитела.

## Клиничка слика
Симптоми болести почињу након инкубационог периода од 3 до 7 дана од инфекције (полног контакта). На почетку болести прво се око полних органа и чмара стварају мали болни пликови, који брзо пукну и стварају плитке чиреве. Ране се могу повећати и међусобно спојити.
Чиреви су заправо специфичне болне ранице, локализоване на спољним деловима гениталија. Они су неправилног облика, гнојавог дна и често су праћене болном и гнојним променама у регионалним лимфним жлездама. Лимфни чворови у препонама могу постати осетљиви на додир и покрета, повећани и међусобно спојени у „пакете“, стварајући апсцес (накупина гноја). Кожа изнад апсцеса постаје црвена и сјајна, и може спонтано да пукне па се гној из ње цеди по кожи.
Први пут је хемофилус дукреи описан 1989. године као узрок хроничног улкуса доњих екстремитета код одраслих мушкарца. Иако је до недавно у литератури наведено само неколико случајева несексуално преносивих хроничних чирева коже узрокованих хемофилусом дукреи . Током 2005. године, хемофилус дукреи је идентификован као узрочник хроничних чирева на кожи код деце која живе у ендемским областима јужног Пацифика. Случајеви пријављени из истраживања хроничних чирева коже код деце спроведених 2013. године у Папуи Новој Гвинеји и Соломоновим Острвима описују несексуално преносиви облик хроничног чира доњих екстремитета који је сличан по клиничком изгледу гениталном чиру без изражене регионалне лимфаденопатије или формирања бубона, који реагује на стандардну антимикробну терапију која се користи за лечење хемофилус дукреи.

## Дијагноза
Дијагноза меког чира поставља се на основу његовог изгледа и резултата микробиоошког прегледа и дригих тестова, којим се доказују узроци чирева. Узимање узорка гноја из чира и раст и изоловање бактерија (лат. Haemophilus ducreyi) у микробиолошкој лабораторији (што је технички тешко), може помоћи у постављању дијагнозе.

## Диференцијална дијагноза
Диференцијално дијагностички треба имати у виду следеће болести:
- Херпес симплек
- Лимфогранулом венерум (лат. Lymphogranuloma Venereum) - сексуално преносива болест која првенствено инфицира лимфу
- Сифилис

## Терапија
Лечење меког чира састоји се од:
- Пражњења флуктуирајућег шанкра које може да спречи спонтана руптуру апсцеса и тиме смањити морбидитет.
- Примене антибиотика, као примарног лека и сулфонамида, у лечење инфекције. Препоручује се примена следећих антибиотика и сулфонамида; доксицилин, еритромицин, сулфафуразол, азитромицин,
- Симптоматске терапије која се заснива на примени нестероидних анти-инфламаторних лекова (НСАИЛ) и локална топлоте, која може да пружи извесно олакшање бола.

Терапија сексуалних партнера
Особе које су имале секс са пацијентима са меким чиром, у року од 10 дана након клиничких симптома код оболеле особе, треба детаљно прегледати и лечити, чак и ако немају симптоме болести.
Коинфекција ХИВ-ом
Пацијенте који су истовремено заражени ХИВ-ом треба допунски лечити и пажљиво пратити. За лечење оваквих пацијената може бити потребна дужа терапије од класичне тераипије за меки чир, јер лечење овог чира код ХИВ-инфицираних пацијената може трајати дуже, а било који режим лечења може се показати неефикасним. Како су подаци о терапијској ефикасности препоручених режима лечења за цефтриаксоном и азитромицин код пацијената са ХИВ инфицираним вирусима ограничени, они се могу користити код таквих пацијената само ако постоји могућност редовног праћења. Неки лекари предлу 7-дневну терапију еритромицина за лечење меког чира код пацијената са ХИВ-ом.

## Мере превенције
- Инфекција даје малу или нималу заштитну имунског система од будућих инфекције. Тако да се болест може поново јавити.
- Сексуалне контакте треба дозволити болеснику тек по потпуно спроведеном лечењу.
- Здравственим просевећивањем обучити партнере да упражњавањавају искључиво сигуран секс, са провереним партнерима.